# Philodendron cotapatense
Philodendron cotapatense är en kallaväxtart som beskrevs av Thomas Bernard Croat och Acebey. Philodendron cotapatense ingår i släktet Philodendron och familjen kallaväxter.
Artens utbredningsområde är Bolivia. Inga underarter finns listade.